# Amour et Musique
Pour plus de détails, voir Fiche technique et Distribution.
Amour et Musique (titre français : Liebe nach Noten) est un film allemand réalisé par Géza von Cziffra sorti en 1947.
Le film est un Überläufer : réalisé fin 1944-début 1945, peu avant la fin de la Seconde Guerre mondiale, il put sortir en 1947.

## Synopsis
Frank Ewert est compositeur et misogyne. Il l'admet également à la journaliste Renate von Eiche. Quand cela paraît dans le journal, il est en colère contre ses fans féminines. Son directeur de concert et son assistant inventent donc la compositrice Anni Schmidt, soutenue par Ewert. Il ne manque plus qu'Anni Schmidt, que l'on peut présenter aux journalistes. Mais elle sait aussi composer et fonde un orchestre. Au cours du film, Ewert tombe amoureux du chef d'orchestre et doit changer son opinion sur les femmes.

## Fiche technique
- Titre français : Amour et Musique
- Titre original : Liebe nach Noten
- Réalisation : Géza von Cziffra
- Scénario : Géza von Cziffra
- Musique : Michael Jary
- Direction artistique : Gustav Abel, Max Fellerer
- Costumes : Fritzl Fellinghauer
- Photographie : Hans Schneeberger
- Son : Otto Untersalmberger
- Montage : Ilse Olga Seikmann
- Production : Fritz Podehl
- Société de production : Wien-Film
- Pays d'origine :  Reich allemand
- Langue : allemand
- Format : Noir et blanc - 1,37:1 - Mono - 35 mm
- Genre : Comédie romantique
- Durée : 87 minutes
- Dates de sortie :
  - Autriche : 18 novembre 1947.
  - Allemagne de l'Ouest : 13 octobre 1950.
  - France : 20 avril 1956[1].

## Distribution
- Olly Holzmann (de) : Anni Schmidt
- Rudolf Prack : Frank Ewert
- Elfe Gerhart (de) : Renate von Eiche
- Hans Olden (de) : Barner, le directeur des concerts
- Sonja Ziemann : Mimi, la nièce de Barner
- Paul Kemp (de) : Maximilian Schmidt
- Georg Lorenz : Theo, secrétaire
- Richard Eybner : Hampel

## Production
Le film est réalisé fin 1944-début 1945. Le Filmprüfstelle avait validé le film comme tout public.